# Дзиппэнся Икку
Дзиппэ́нся И́кку (яп. 十返舎一九, じっぺんしゃいっく, 1765 год — 12 сентября 1831 года) — японский писатель периода Эдо. Работал в жанрах лирической сатиры, романов для взрослых, популярных рассказов для простолюдинов. Настоящее имя — Сигэта Садакадзу (яп. 重田貞一, しげたさだかず).

## Биография
Про первую половину жизни Дзиппэнся Икку известно очень мало. Он родился в 1765 году в провинции Суруга в самурайской семье. Возможно Икку служил какому-то феодалу, но вскоре был уволен. В возрасте 23 лет он переехал в Осаку, где поступил на службу к городскому чиновнику Одакири, но через несколько месяцев опять потерял работу.
В 1789 году Икку взял себе псевдоним Тикамацу Ёсити и вместе с молодыми писателями Вакатакэ Фумиэ и Намики Сэнья опубликовал первую пьесу для кукольного театра «Битва Киноситы Кагахадзами». В 1794 году он перебрался в Эдо, где начал работать в жанре романов для взрослых кибёси. На протяжении следующих 20 лет Икку издал около 23 произведений. В 1801—1804 годах он работал над сатирическими рассказами и в 1802 году впервые опубликовал «На своих двоих по Токайдосскому тракту». Это произведение было очень хорошо воспринято читателями. Оно разошлось большими тиражами и его переиздавали несколько раз на протяжении 21 года. Благодаря гонорарам от «Путешествия», Икку покончил со своим тяжёлым финансовым положением и до конца жизни смог издать более 360 произведений разных жанров. Кроме сатирических рассказов он опубликовал ряд учебников для мещан и крестьян, помогал молодым писателям, издавая их работы под своим именем, чтобы завоевать им популярность среди читателей. Остаток жизни Икку провёл в Эдо, где и умер в 1831 году. Его похоронили в монастыре Тоёин в районе Тюо современного Токио.
В современном японском литературоведении Икку считается самым популярным народным писателем периода Эдо.